# Гастон Тауншип (округ Клірфілд, Пенсільванія)
Гастон Тауншип (англ. Huston Township) — селище (англ. township) в США, в окрузі Клірфілд штату Пенсільванія. Населення — 1260 осіб (2020).

## Демографія
Згідно з переписом 2010 року, у селищі мешкали 1433 особи в 597 домогосподарствах у складі 380 родин. Було 956 помешкань
Расовий склад населення:
| - 99,1 % — білих - 0,3 % — азіатів - 0,1 % — корінних американців - 0,1 % — чорних або афроамериканців |

До двох чи більше рас належало 0,5 %. Частка іспаномовних становила 0,9 % від усіх жителів.
За віковим діапазоном населення розподілялося таким чином: 20,4 % — особи молодші 18 років, 61,9 % — особи у віці 18—64 років, 17,7 % — особи у віці 65 років та старші. Медіана віку мешканця становила 43,1 року. На 100 осіб жіночої статі у селищі припадало 100,1 чоловіків;  на 100 жінок у віці від 18 років та старших — 100,9 чоловіків також старших 18 років.
Середній дохід на одне домашнє господарство  становив 49 694 долари США (медіана — 45 000), а середній дохід на одну сім'ю — 58 368 доларів (медіана — 57 500). Медіана доходів становила 39 167 доларів для чоловіків та 31 250 доларів для жінок. За межею бідності перебувало 15,7 % осіб, у тому числі 32,9 % дітей у віці до 18 років та 5,6 % осіб у віці 65 років та старших.
Цивільне працевлаштоване населення становило 605 осіб. Основні галузі зайнятості: виробництво — 20,5 %, роздрібна торгівля — 15,0 %, освіта, охорона здоров'я та соціальна допомога — 14,0 %.